# Emmanuel de Grouchy

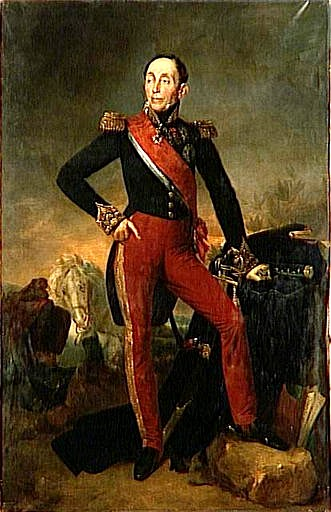
Emmanuel de Grouchy, retratado por Jean Sébastien Rouillard (1835). Palacio de Versailles.

Enmanuel, marqués de Grouchy (París, 23 de octubre de 1766-Saint-Étienne, 29 de mayo de 1847) fue un militar francés, mariscal y Par de Francia.

## Orígenes familiares
Grouchy nació en París, siendo hijo de François-Jacques, 1.er marqués de Grouchy (hijo a su vez de Nicolás de Grouchy, señor de Sainte-Opportune, y de Nicole Cousin) y de su esposa, Gilberte Fréteau de Pény (hija de Michel Louis Freteau de Peny, señor de Vaux-le-Pénil, y de Marie Hélène Sophie Lambert de Thorigny). Su hermana mayor, Sophie de Grouchy, fue una famosa feminista y esposa de Nicolás, marqués de Condorcet. También fue hermano de Charlotte de Grouchy, esposa del médico y filósofo francés Pierre-Jean-Georges Cabanis.

## La Revolución y el Terror
Comenzó su carrera militar en la artillería en 1779, siendo transferido a la caballería en 1782 y a la Guardia de Corps en 1789. A pesar de su cuna aristocrática y sus conexiones con la corte, fue un convencido partidario de los principios de la Revolución, y hubo de abandonar en consecuencia la Guardia. Al estallar la guerra en 1792 fue nombrado coronel de un regimiento de caballería, y poco más tarde «Maréchal de Champ», siendo enviado a servir en la frontera sudeste. En 1793 se distinguió por sus servicios en el Vendée, siendo promocionado a General de División. A pesar de esta hoja de servicios, Grouchy fue apartado del mando por pertenecer a la nobleza, pero en 1795, tras el derrocamiento del régimen del Terror, fue llamado de nuevo al servicio activo. Sirvió en el ejército de Irlanda (1796-1797), teniendo una participación destacada en esta expedición. En 1798 administró el gobierno civil y militar del Piamonte al abdicar el rey de Cerdeña, y en 1799 volvió a tener una destacada actuación como comandante de su división en la campaña contra austriacos y rusos.

## El general de Napoleón
Mientras cubría la retirada de los franceses tras la derrota en la batalla de Novi, Grouchy recibió catorce heridas y fue hecho prisionero. Al ser liberado volvió a Francia. A pesar de haber protestado entonces contra el golpe de Estado de 18 de Brumario, fue empleado de nuevo por el Primer Cónsul, logrando una destacada actuación en Hohenlinden. No tardó mucho en aceptar el nuevo régimen de gobierno de Francia, y desde 1801 en adelante fue empleado por Napoleón en posiciones militares y políticas de importancia. Sirvió en Austria en 1805, Prusia en 1806, Polonia en 1807, España en 1808 y comandó la caballería del ejército de Italia en 1809 durante el avance de Eugène de Beauharnais hacia Viena.
En 1812 fue nombrado comandante de uno de los cuatro cuerpos de caballería de la Grande Armée, y durante la retirada desde Moscú, Napoleón le dio el mando del escuadrón de escolta, compuesto por completo de oficiales escogidos. Su casi continuo servicio con la caballería llevó a que Napoleón rechazara en 1813 poner a Grouchy a la cabeza de un cuerpo de ejército, por lo que este fue retirado a Francia.
En 1814, sin embargo, se apresuró a tomar parte en la campaña de defensa de Francia, y fue seriamente herido en Craonne. Al llegar la Restauración fue privado del puesto de coronel general de coraceros y retirado. En 1815 se unió de nuevo a Napoleón en su retorno de Elba, siendo entonces nombrado mariscal y par de Francia. En la campaña de Waterloo estuvo al mando de la caballería de reserva del ejército, y tras Ligny se le ordenó comandar el ala derecha en persecución de los prusianos.

## La batalla de Waterloo
La marcha a Wavre, su influencia sobre el resultado de la campaña y la controversia sobre la conducta de Grouchy el día de la batalla de Waterloo han sido largamente estudiadas en casi cada trabajo sobre la campaña de 1815. Es necesario decir que el día 17, Grouchy fue incapaz de acercarse a los prusianos, y el día 18, a pesar de que se le urgía marchar hacia dónde venía el ruido del cañoneo de Waterloo, se permitió, por la causa que fuera, ser alcanzado por una retaguardia prusiana mientras los prusianos y los ingleses se unían para aplastar a Napoleón. El día 18 Grouchy ganó una pequeña victoria sobre los prusianos en Wavre, aunque ya era demasiado tarde. Grouchy resistió tanto como le fue posible, recolectando las ruinas del ejército de Napoleón y se retiró rápidamente y en orden hasta París, donde tras interponer sus fuerzas ya reorganizadas entre el enemigo y la capital, renunció a su mando, dejándolo en manos del mariscal Davout.

## El retiro y el exilio durante la restauración
Durante el resto de su vida se dedicó a defenderse a sí mismo. El intento de condenarle a muerte por un tribunal militar fracasó, pero fue exiliado y hubo de vivir en América hasta su amnistía en 1821. A su vuelta a Francia fue reinstaurado en su puesto de general, pero no como mariscal ni como par de Francia. Durante muchos años fue objeto de la aversión del partido cortesano, como miembro de su propia casta que había seguido a la Revolución y a Napoleón, y también fue objeto de la hostilidad de sus antiguos camaradas de la Grande Armée por la supuesta traición a Napoleón. En 1830 Luis Felipe le devolvió el bastón de mariscal y le restauró en la Cámara de los Pares. El 29 de mayo de 1847 murió el viejo mariscal en Saint-Étienne.

## Matrimonio y descendencia
Grouchy contrajo matrimonio con Cécile Le Doulcet de Pontécoulant (1767-1827), hija de Léon Armand Le Doulcet, marqués de Pontécoulant (hijo de Jacques Le Doulcet, Señor de Pontécoulant, y de Marie Louise de Chennevières) y de Marie Anne Pajot d'Hardivilliers (hija de François Pajot, señor de Hardivilliers, y de Françoise Joviot). Cécile era hermana menor de Louis Gustave le Doulcet, conde de Pontécoulant (1764-1853), quién fuera miembro del Comité de Salvación Pública entre el 4 de mayo y el 1 de septiembre de 1795. De este matrimonio nacieron cuatro hijos:
- Ernestine (1787-1866)
- Alphonse, 3.er marqués de Grouchy (1789-1864)
- Aimee-Clementine (1791-1826)
- Victor (1796-1864)

Luego de quedar viudo, contrajo segundas nupcias con Fanny Hua (1802-1889), con quien tuvo una hija:
- Noemie (1830-1843)